# Église-Neuve-d'Issac
Église-Neuve-d'Issac (tiếng Occitan là Gleisa Nueva d'Eiraud) là một xã của Pháp, nằm ở tỉnh Dordogne trong vùng Aquitaine của Pháp.

## Thông tin nhân khẩu
| Năm    | 1962 | 1968 | 1975 | 1982 | 1990 | 1999 | 2005 |
| ------ | ---- | ---- | ---- | ---- | ---- | ---- | ---- |
| Dân số | 162  | 150  | 135  | 142  | 115  | 119  | 130  |